# Sekera (film)
Sekera (v originále Le Couperet) je belgicko- španělsko-francouzský hraný film z roku 2005, který režíroval Costa-Gavras jako adaptaci románu The Ax Donalda Westlaka. Snímek měl světovou premiéru dne 2. března 2005.

## Děj
Čtyřicátník Bruno Davert vede spořádaný rodinný život, je seniorní manažer v papírně. Avšak náhle přijde o práci, když se jeho společnost přestěhuje do Rumunska, aby snížila provozní náklady.
Téměř tři roky se snaží najít práci odpovídající úrovni jeho specializace, ale bez úspěchu. Jeho žena Marlene, dříve v domácnosti, pracuje jako zdravotní sestra a pokladní na částečný úvazek, ale rodina musela postupně snížit svou životní úroveň. Bruno se těžce vyrovnává se společenským úpadkem, který ho čeká.
Bruno zatouží po pozici manažera ve společnosti Arcadia a rozhodne se ji získat za jakoukoliv cenu.

## Obsazení
| José Garcia        | Bruno Davert                |
| Karin Viardová     | Marlène Davert              |
| Geordy Monfils     | Maxime Davert               |
| Christa Theret     | Betty Davert                |
| Ulrich Tukur       | Gérard Hutchinson           |
| Olivier Gourmet    | Raymond Mâchefer            |
| Yvon Back          | Étienne Barnet              |
| Thierry Hancisse   | inspektor Kesler            |
| Olga Grumberg      | Iris Thompson               |
| Yolande Moreau     | poštovní doručovatelka      |
| Dieudonné Kabongo  | Quinlan Longus              |
| Jean-Pierre Gos    | automechanik                |
| Vanessa Larré      | zlodějka                    |
| Serge Larivière    | policejní inspektor         |
| Jeanne Savary      | televizní hlasatelka        |
| Luce Mouchel       | paní Rick                   |
| Marie-Rose Roland  | uklízečka                   |
| Philippe Bardy     | pan Rick                    |
| Marie Kremer       | Judy Rick                   |
| Raphaël d'Olce     | strážný na četnické stanici |
| Renaud Rutten      | četník-motorkář             |
| Michel Carcan      | Rolf Kranz                  |
| Robert Borremans   | inspektor Otto Zirner       |
| Alain Guillo       | Jack                        |
| John Landis        | otec Maximovy přítelkyně    |
| Donald E. Westlake | muž u pracovního pohovoru   |

## Ocenění
- César: nominace v kategoriích nejlepší herec (José Garcia) a nejlepší adaptace (Costa-Gavras a Jean-Claude Grumberg)
- Křišťálové glóby: nominace v kategorii nejlepší herec (José Garcia)